# Gottfried John

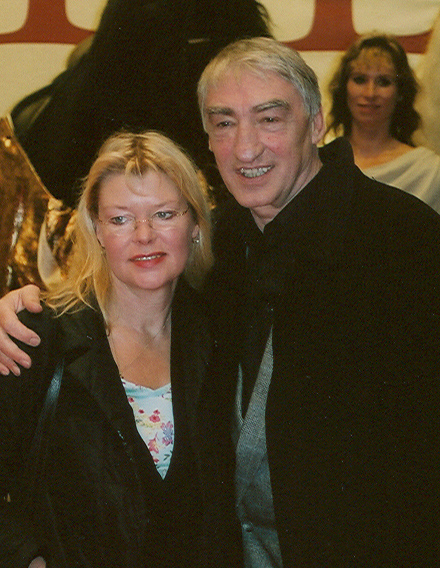
Gottfried John y su esposa, en 2004.

Gottfried John (Berlín, 29 de agosto de 1942 - Utting am Ammersee, 1 de septiembre de 2014) fue un actor alemán.
Conocido por ser el general Ourumov en la película GoldenEye. 
También actuó en Prueba de vida, película protagonizada por Russell Crowe y en Astérix y Obélix contra César, donde interpretó a Julio César. Coprotagonizó Berlin Alexanderplatz, de Rainer Werner Fassbinder.